# مکس موریس
مکس موریس (فرانسوی: Max Morise‎؛ ۵ آوریل ۱۹۰۰ – ۱ ژانویهٔ ۱۹۷۳) هنرپیشه، مترجم، و نویسنده اهل فرانسه بود.
مکس موریس از سال ۱۹۲۴ تا ۱۹۲۹ با جنبش سورئالیست در پاریس در ارتباط بود. او قبل از پیوستن به نهضت سورئالیستی با روبر دسنوس و روژه ویتراک دوست بود. وی در مقاله «سورئالیستی انقلاب» مباحثی را ارائه کرد و در سلسله مباحث میزگردی که توسط این گروه برگزار شد، شرکت کرد.
 
از فیلم‌ها یا برنامه‌های تلویزیونی که وی در آن نقش داشته‌است می‌توان به جرم موسیو لانگه اشاره کرد.